# Plathypena obesalis
Plathypena obesalis là một loài bướm đêm trong họ Erebidae.